# 海倫娜 (密歇根州馬凱特縣)
海倫娜（英語：Helena）是位於美國密歇根州馬凱特縣都靈鎮區的一個非建制地區。此地得名自某鐵路公司老闆之妻的名字。

## 地理
海倫娜所處的海拔為高於海平面342米（即1122英呎），而該地所採用的時區為UTC-5，即北美东部時區（EST）。同時該地設有夏令時間，為UTC-5調快一小時，即UTC-4（EDT）。